# Anthophora vannigera
Anthophora vannigera là một loài Hymenoptera trong họ Apidae. Loài này được Timberlake mô tả khoa học năm 1951.